# Audrey Brohy
Audrey Brohy, née en 1967 à Fribourg, est une metteuse en scène et documentariste suisse.

## Biographie
Audrey Brohy est née en 1967, à Fribourg en Suisse romande. À l’âge de 19 ans, elle quitte Fribourg pour faire des études à la School of Visual Arts de New York. En 2014 paraît sa biographie, "La fille du vent", écrite par Hélène Cassignol.

## Carrière professionnelle
Après ses études secondaires, elle prend des cours de théâtre et entre au Conservatoire national supérieur d'art dramatique de la ville de Paris. Elle part ensuite à New York et obtient son diplôme de la School of Visual Arts,. 
En 1995, elle fonde avec son ex-mari et journaliste indépendant, Gerard Ungerman, une maison de production indépendante, Free-Will Productions. Ensemble, ils réalisent plusieurs reportages remarqués par les médias, sur les conflits du Moyen-Orient et d’Amérique latine, ou encore sur les enjeux du réchauffement climatique.

## Réalisations

### Documentariste et scénariste
- 1996 : Peru: Between the Hammer & the Anvil (co-réalisé avec  Gerard Ungerman)[8]
- 2001 : Hidden Wars of Desert Storm (Les dessous de la guerre du Golfe)  (co-réalisé avec  Gerard Ungerman)[9]
- 2003 : Plan Colombia: Cashing In on the Drug War Failure (co-réalisé avec  Gerard Ungerman)[10]
- 2005 : The Oil Factor: Behind the War on Terror (co-réalisé avec  Gerard Ungerman)[11]
- 2008 : Belonging (co-réalisé avec Gerard Ungerman, narration par Dustin Hoffmann)[12]